# 24e parallèle sud
Pour les articles homonymes, voir 24e parallèle.
En géographie, le 24e parallèle sud est le parallèle joignant les points de la surface de la Terre dont la latitude est égale à 24° sud

## Géographie

### Dimensions
Dans le système géodésique WGS 84, au niveau de 24° de latitude sud, un degré de longitude équivaut à 101,751 km ; la longueur totale du parallèle est donc de 36 631 km, soit environ 91 % de celle de l'équateur. Il en est distant de 2 655 km et du pôle Sud de 7 347 km,.

### Régions traversées
Le 24e parallèle sud passe au-dessus des océans sur environ 76 % de sa longueur. Du point de vue des terres émergées, il traverse l'Afrique (Namibie, Botswana, Afrique du Sud et Mozambique), Madagascar, l'Australie et l'Amérique du Sud (Chili, Argentine, Paraguay et Brésil).
Le tableau ci-dessous résume les différentes zones traversées par le parallèle, d'ouest en est :
| Zone             | Début                 | Fin                   | Longueur (km) |
| ---------------- | --------------------- | --------------------- | ------------- |
| Océan Atlantique | 24° 00′ S, 46° 13′ O  | 24° 00′ S, 14° 28′ E  | 6 175         |
| Afrique          | 24° 00′ S, 14° 28′ E  | 24° 00′ S, 35° 31′ E  | 2 142         |
| Océan Indien     | 24° 00′ S, 35° 31′ E  | 24° 00′ S, 43° 40′ E  | 829           |
| Madagascar       | 24° 00′ S, 43° 40′ E  | 24° 00′ S, 47° 30′ E  | 390           |
| Océan Indien     | 24° 00′ S, 47° 30′ E  | 24° 00′ S, 113° 27′ E | 6 711         |
| Australie        | 24° 00′ S, 113° 27′ E | 24° 00′ S, 151° 29′ E | 3 870         |
| Océan Pacifique  | 24° 00′ S, 151° 29′ E | 24° 00′ S, 151° 37′ E | 14            |
| Australie        | 24° 00′ S, 151° 37′ E | 24° 00′ S, 151° 42′ E | 8             |
| Océan Pacifique  | 24° 00′ S, 151° 42′ E | 24° 00′ S, 70° 31′ O  | 14 020        |
| Amérique du Sud  | 24° 00′ S, 70° 31′ O  | 24° 00′ S, 46° 23′ O  | 2 456         |
| Océan            | 24° 00′ S, 46° 23′ O  | 24° 00′ S, 46° 20′ O  | 5             |
|                  | 24° 00′ S, 46° 20′ O  | 24° 00′ S, 46° 16′ O  | 7             |
| Océan            | 24° 00′ S, 46° 16′ O  | 24° 00′ S, 46° 14′ O  | 3             |
|                  | 24° 00′ S, 46° 14′ O  | 24° 00′ S, 46° 13′ O  | 2             |